# 林肯鎮區 (堪薩斯州克勞福德縣)
林肯鎮區（英語：Lincoln Township）為位在美國堪薩斯州克勞福德縣的鎮區。2010年美国人口普查中該鎮區人口有832人。

## 地理
林肯鎮區涵蓋面積181.51平方（70.08平方英里），境內設有一座城市：阿卡迪亞。

### 墓園
根據美國地質調查局的資料，此鎮區擁有6座墓園：
- 布朗墓園（Brown Cemetery）
- 恩格爾韋爾墓園（Englevale Cemetery）
- 福勒墓園（Fowler Cemetery）
- McGonigle墓園
- 舊阿卡迪亞墓園（Old Arcadia Cemetery）
- 普萊森特瓦利謝菲爾德墓園（Pleasant Valley Sheffield Cemetery）

### 溪流
通過此鎮區的溪流有：
- 博恩溪（Bone Creek）
- 德賴支流（Dry Branch）
- 里奇蘭溪（Richland Creek ）

## 人口統計
根據2010年美國人口普查，林肯鎮區人口有832人，人口密度為4.58人/每平方公里。此鎮區居民之種族有93.63%為白人；0.48%為非裔美洲人；1.32%為美洲原住民；0.48%為亞洲人；0.24%為太平洋島民；0.6%為其他種族；另外有3.25%為混血種族。而西班牙裔或拉丁裔美洲人佔此鎮區人口的3.61%。

## 外部連結
- Lincoln Township website
- US-Counties.com
- City-Data.com （页面存档备份，存于）